# Tauriac-de-Naucelle
Tauriac-de-Naucelle (okzitanisch Tauriac de Naucèla) ist eine französische Gemeinde mit 386 Einwohnern (Stand 1. Januar 2022) im Département Aveyron in der Region Okzitanien (vor 2016 Midi-Pyrénées). Sie gehört zum Arrondissement Villefranche-de-Rouergue (bis 2017 Arrondissement Rodez) und zum Kanton Ceor-Ségala. Die Einwohner werden Tauriaciens und Tauriaciennes genannt.

## Geografie
Tauriac-de-Naucelle liegt etwa 38 Kilometer südwestlich von Rodez im Zentralmassiv am Viaur, der die Gemeinde im Nordwesten begrenzt. Umgeben wird Tauriac-de-Naucelle von den Nachbargemeinden Cabanès im Nordwesten und Norden, Naucelle im Norden, Camjac im Nordosten, Saint-Just-sur-Viaur im Osten, Tanus im Süden, Pampelonne im Südwesten sowie Crespin im Westen.
Durch die Gemeinde führt die Route nationale 88.

## Bevölkerungsentwicklung
| Jahr                       | 1962 | 1968 | 1975 | 1982 | 1990 | 1999 | 2006 | 2019 |
| -------------------------- | ---- | ---- | ---- | ---- | ---- | ---- | ---- | ---- |
| Einwohner                  | 613  | 570  | 523  | 452  | 365  | 354  | 381  | 362  |
| Quellen: Cassini und INSEE |      |      |      |      |      |      |      |      |

## Sehenswürdigkeiten
- Kirche Saint-Jean-Baptiste
- Kirche Saint-Martial

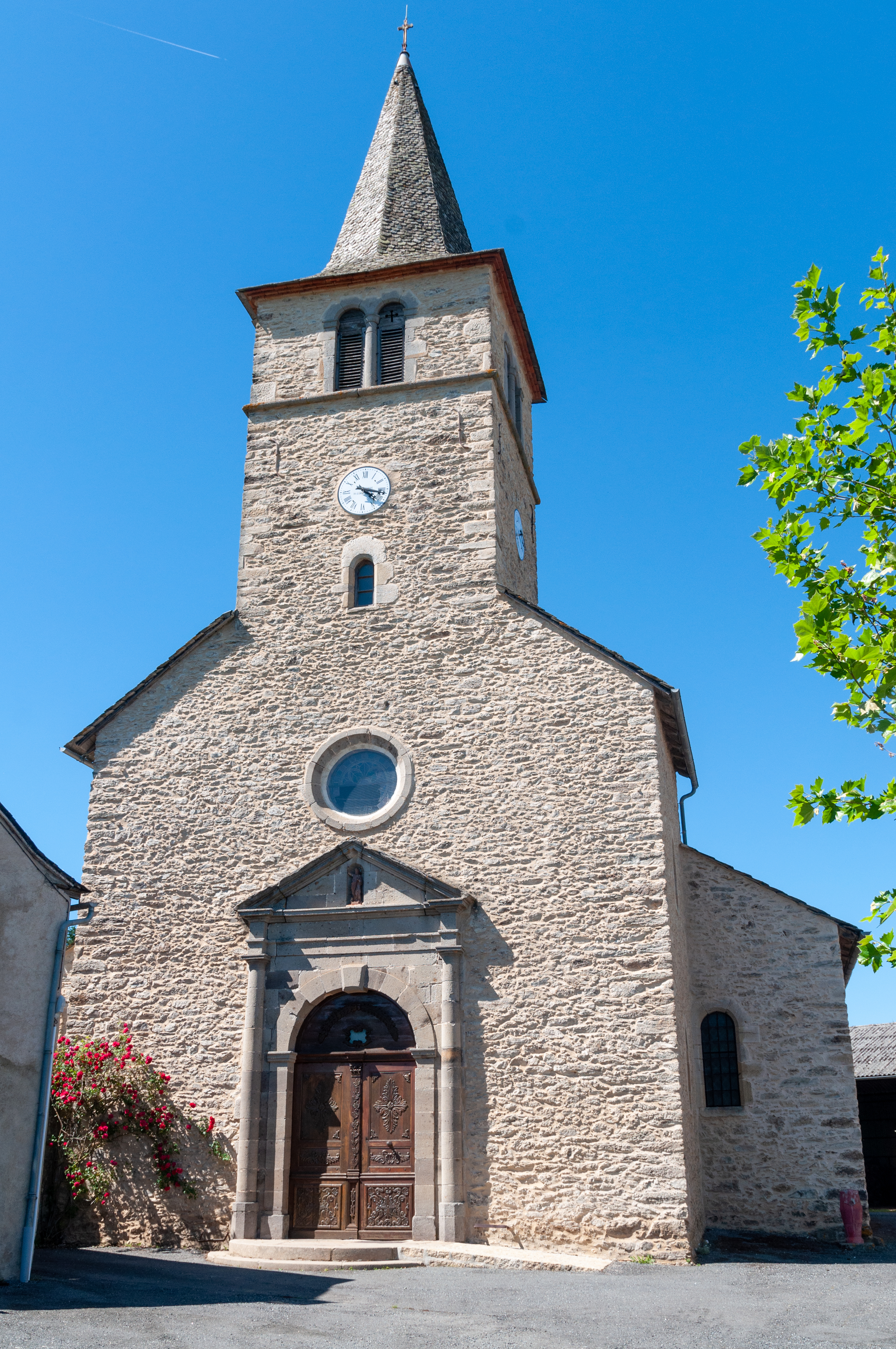
Kirche Saint-Jean-Baptiste

- Viaur-Viadukt von 1902, seit 2021 als Monument historique klassifiziert